# Бжезински, Мика
Мика Эмили Леония Бжезински (англ. Mika Emilie Leonia Brzezinski; род. 2 мая 1967) — американская журналистка и телеведущая.

## Биография
Родилась 2 мая 1967 года в Нью-Йорке в семье американского политолога и государственного деятеля Збигнева Бжезинского и скульптора Эмили Бенеш. Её мать — внучатая племянница президента Чехословакии Эдварда Бенеша. Збигнев Бжезинский преподавал в Колумбийском университете, когда она родилась, но семья переехала в Маклин, штат Виргиния, недалеко от Вашингтона, округ Колумбия, в конце 1976 года, когда отец семейства был назначен советником по национальной безопасности нового президента Джимми Картера. Брат Мики Марк Бжезинский — американский дипломат, посол США в Швеции с 2011 по 2015 годы и в Польше с 2022 года. Её второй брат — военный эксперт Ян Бжезинский. Она является двоюродной сестрой писателя Мэттью Бжезинского.
Мика Бжезински посещала Школу Мадейры в Маклине. В 1989 году окончила Колледж Уильямса, после чего была принята в Джорджтаунский университет на место младшего преподавателя английского языка.
Карьеру на телевидении начинала в 1990 году в качестве помощника на утреннем выпуске новостей канала ABC. Спустя год перебралась в Хартфорд, где работала редактором и репортёром WTIC-TV.
Будучи корреспондентом CBS News, Бжезински в прямом эфире освещала трагедию в Нью-Йорке 11 сентября 2001 года.
С апреля 2007 года является соведущей утреннего шоу MSNBC Morning Joe.

## Личная жизнь
В 1993—2016 годы Мика была замужем за репортёром Джеймсом Патриком Хоффером. У бывших супругов есть две дочери — Эмили Хоффер (род. 1996) и Карли Хоффер (род. 1998).
С 24 ноября 2018 года Мика замужем во второй раз за своим партнёром по передаче Morning Joe Джо Скарборо, с которым она встречалась два года до их свадьбы.